# Aleksa Šantić
Aleksa Šantić (27 maggio 1868 – 2 febbraio 1924) è stato un poeta serbo con cittadinanza austro-ungarica,  uno dei più famosi esponenti della nuova lirica della Bosnia ed Erzegovina.

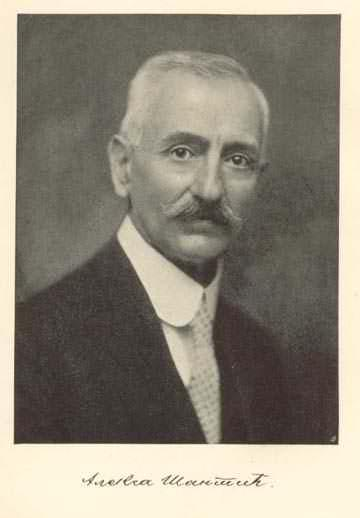
Aleksa Šantić

Ha trascorso gran parte della sua vita nella città natale di Mostar. Dopo la morte del padre fu adottato dal severo zio. Aveva due fratelli, Pero e Jakov ed una sorella, Radojka, che si sposò con l'amico Svetozar Ćorović. Visse in una famiglia di commercianti che non riconosceva il suo talento. Dopo aver terminato gli studi a Trieste e Lubiana, tornò nella natìa Mostar.
Fu anche uno dei fondatori del foglio culturale "Zora" ('alba'), e presidente del circolo canoro "Gusle" di Mostar. Conobbe e strinse amicizia con famosi poeti dell'epoca: Svetozar Ćorović, Jovan Dučić, Osman Đikić e altri.
La sua biografia romanzata è stata il soggetto di un film: Mio fratello Aleksa ('Moj brat Aleksa'), con l'attore serbo Branislav Lečić nel ruolo del protagonista.
La sua faccia è stampata sulla banconota da 10 Marchi bosniaci. In suo onore un villaggio della Voivodina porta oggi il suo nome.

## Opere
Nella sua produzione lirica venne fortemente influenzato dai poeti Vojislav Ilić e Jovan Jovanović-Zmaj, e dallo straniero Heinrich Heine, di cui tradusse alcune opere dal tedesco. Il periodo della sua maturità poetica è individuato tra gli anni 1905 e 1910, nei quali scrisse le sue opere più belle. Questo è il periodo dei bruschi cambiamenti sociali nella Bosnia ed Erzegovina, ai quali Aleksa Šantić partecipa attivamente.
La poesia di Šantić è piena di forti emozioni e malinconici amori. Le sue opere esprimono per l'appunto le forti emozioni del poeta in un melodico tono d'elegia. La poesia d'amore di Aleksa Šantić si sviluppa a partire dalle canzoni d'amore bosniache, le cosiddette sevdalinke (malinconica musica popolare), e da qui giunge appunto l'ambientazione delle opere, nei tipici giardini bosniaci d'influenza turca. Le figure femminili che popolano questi ambienti sono affascinanti e maliziose, ma restano pur sempre delle "bellezze nascoste". Nei canti d'amore il tema principale è il desiderio e la poesia di Šantić è ispirata da reali esperienze di vita. Šantić si innamora molto giovane della slovena Anka Tomlinović, figlia di un povero fotografo, che è costretto a lasciare a causa delle pressioni da parte della sua famiglia ortodossa. Più avanti conosce Zorka Šolin, giovane proveniente da una famiglia benestante di Mostar. Ella abbandonerà il poeta, lasciandogli un'altra ferita nel cuore.
Un'altra tematica delle sue poesie è l'amor patrio. In alcuni dei suoi componimenti più toccanti egli narra della sofferenza di chi abbandona per sempre la propria patria, come in Restate qua, ("Ostajte ovdje"), e Pane ("Hljeb"); in altre poesie esalta invece il dolore come un momento storico importante (Noi conosciamo il destino - "Mi znamo sudbu").